# Złom (leśnictwo)

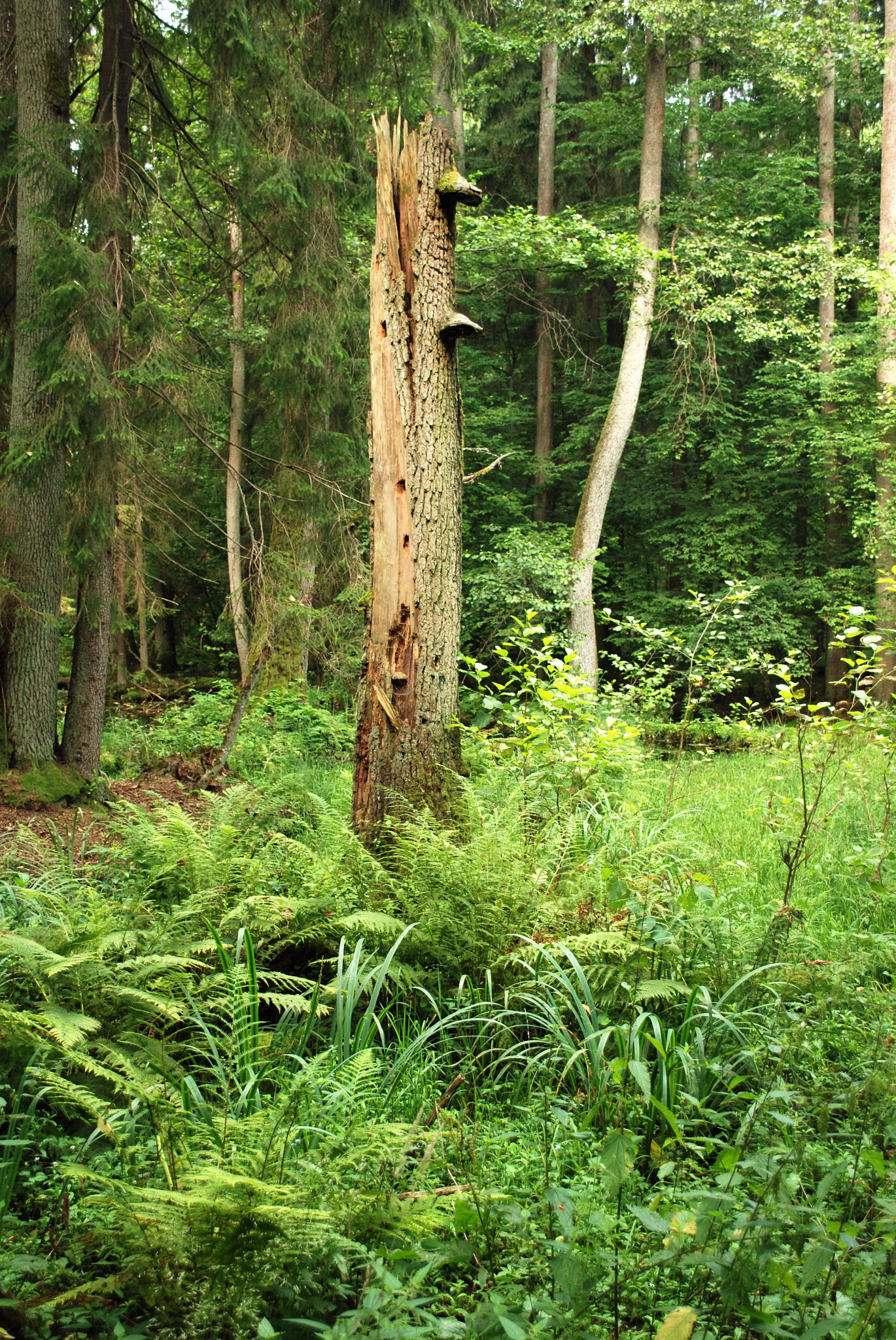
Obszar ochrony ścisłej Białowieskiego Parku Narodowego – złom jako środowisko życia.

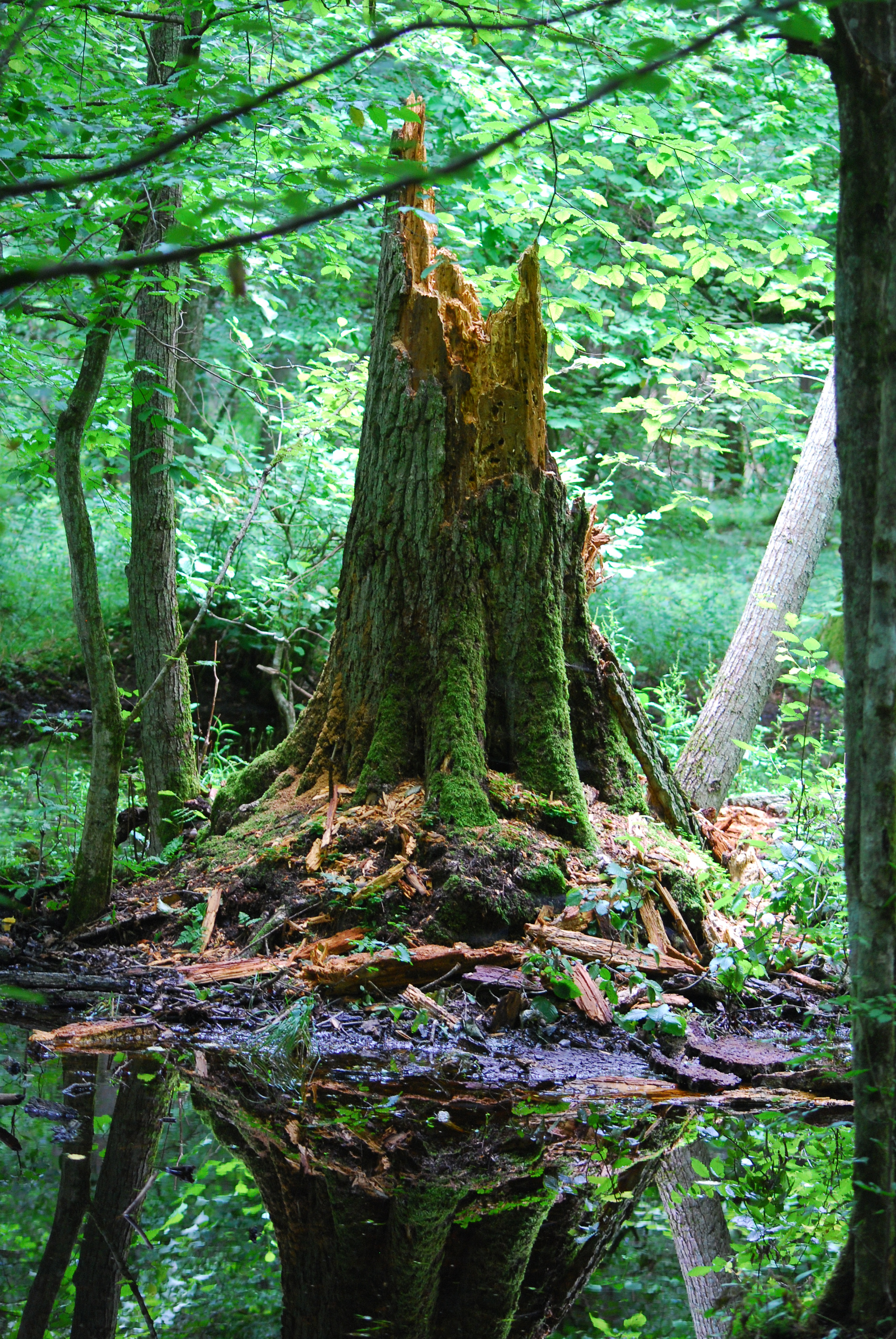
Obszar ochrony ścisłej Białowieskiego Parku Narodowego.

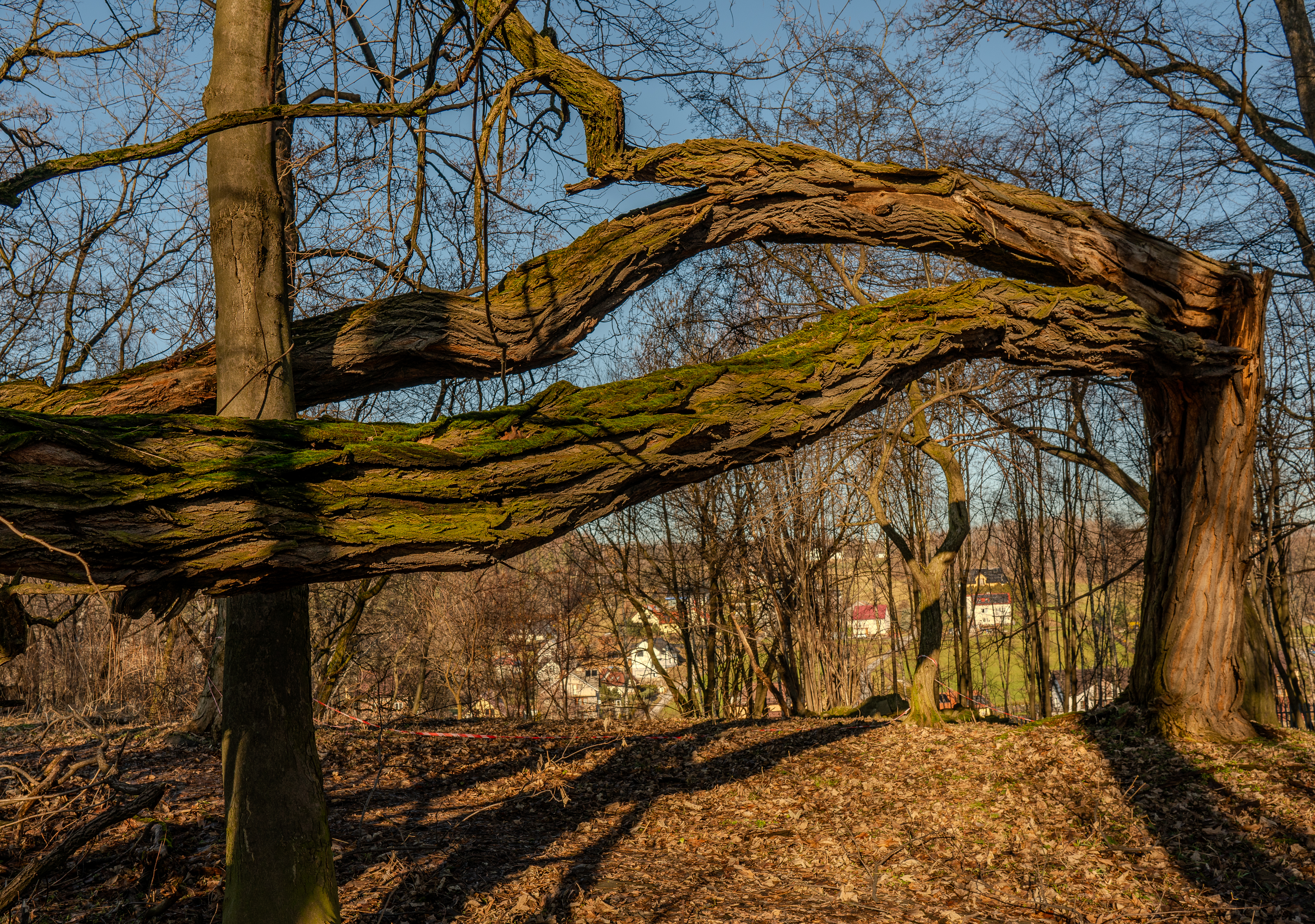
Pałac Radziwiłłów w Balicach

Złom – drzewo złamane stojące, zwykle już martwe (pień lub pniak). Bezpośrednimi przyczynami powstawania złomów są na ogół wiatr i śnieg.

## Przyczyny powstawania
Najczęstsze przyczyny powstawania złomów to:
- gwałtowne wichry[8] ( Zobacz też: Wiatrołom[5])
- nadmierne obciążenie koron śniegiem[8] ( Zobacz też: Śniegołom[5], Okiść)

czyli czynniki naturalne. Powodem może być również na przykład:
- nieprawidłowa ścinka drzew. Niektóre źródła wymieniają wśród powstałych w ten sposób złomów zrębowych[8]:
  - drzewa złamane w wyniku upadku
  - drzewa złamane przez inne padające drzewo
  - rozłupy – podłużnie popękane odcinki pnia
  - odłupy – krótkie, obwodowe kawałki pnia
- katastrofa w ruchu lądowym, wodnym lub powietrznym, lub katastrofa budowlana[9].

Sprzyjającymi czynnikami zwykle są:
- osłabienie wnętrza pnia przez hubę[8]
- przerwanie spoistości pnia przez odłamki metali[8]
- głęboki system korzeniowy drzewa[8].

## Podział z gospodarczego punktu widzenia
Złomy (i wywroty) można podzielić na
- świeże – zasiedlone przez szkodniki wtórne
- stare – opuszczone przez te szkodniki.

## Rola w lesie i gospodarce
Leśnicy usuwają złomy z lasu, ponieważ pogarszają one jego tak zwany stan sanitarny. Pochodzące z nich drewno przeznaczone jest często na sortyment niższej jakości.
Złomy spełniają jednak istotną rolę w ekosystemie leśnym – są na przykład siedliskiem życia wielu ważnych gatunków organizmów leśnych (grzybów, roślin naczyniowych, owadów, ptaków, drobnych ssaków i in.) i ich eliminacja może stanowić dla nich zagrożenie.

## Zakres stosowania pojęcia złom
W części źródeł daje się zauważyć poważną niekonsekwencję w stosowaniu pojęcia złom.
Według ustawy o ochronie przyrody złom to drzewo, którego pień uległ złamaniu, lub krzew, którego pędy uległy złamaniu w wyniku działania czynników naturalnych, wypadku lub katastrofy w ruchu lądowym, wodnym lub powietrznym, lub katastrofy budowlanej. Złomem może tutaj być więc również krzew.
Z kolei Wydział Ochrony Środowiska i Rolnictwa Urzędu Miasta Łodzi w swoich wytycznych z 2015 roku dotyczących postępowania ze zniszczonymi drzewami precyzuje, że złom to drzewo złamane na odcinku od szyi korzeniowej do korony na wysokości powyżej 0,5 m. Odłamana górna część z koroną o ile wciąż połączona jest z dolną określana jest nazwą złom całkowity.
Według „Małej encyklopedii leśnej” z 1980 roku jest to złamane drzewo lub część drzewa (konary) złamana na pniu, jak również wymienione wyżej złomy zrębowe. Natomiast według bardziej lakonicznej definicji w jej nowszym wydaniu z 1991 roku jest to złamane drzewo.
Z kolei „Słownik języka polskiego” PWN z 1981 roku stosuje ten termin w zupełnie innym znaczeniu – jako gałąź, łodygę odłamaną na skutek silnego wiatru, gradu, sadzi (szadzi) itp. (złomy topoli, świerka, sosny), natomiast jego najnowsze wydanie internetowe z kolei w szerszym zakresie jako połamane drzewo lub odłamaną gałąź.
Jednak przeznaczony do praktycznego stosowania „Niezbędnik leśnika” z 2012 roku wyraźnie zaznacza, że do złomów (złamanych drzew stojących) nie zalicza się (nie dokłada się) ich odłamanych fragmentów.